# The Best Thing About Me Is You
«The Best Thing About Me Is You/ Lo Mejor de Mi Vida Eres Tú» (рус. Самое лучшее во мне – это ты) — это песня пуэрто-риканского записывающего артиста Рики Мартина с его девятого студийного альбома Música + Alma + Sexo. Он был выпущен главным синглом с альбома на iTunes 2 ноября 2010 г. Прежде песня выходила в свет на радио в шоу Райана Сикреста. Оригинальная англоязычная версия при участии певицы Джосс Стоун, в то время как в испаноязычной версии «Lo Mejor de Mi Vida Eres Tú» вокал Стоун был заменен на Натальи Хименес. Рики Мартин записал также Banda Remix «Lo Mejor de Mi Vida Eres Tú» при участии Дженни Риверы. В Германии и Австрии «The Best Thing About Me Is You» вышел при участии Эдиты. Мартин исполнил эту песню со Стоун в первый раз на Шоу Опры Уинфри 2 ноября 2010 г.
В 2011 г. «The Best Thing About Me Is You» был включен в альбом 17: Greatest Hits , вышедшем в Великобритании.

## Композиция
В песне сочетаются регги, латиноамериканская и поп-музыка в мелодии, а слова написали Клодия Брант, Дезмонд Чайлд, Андреас Карлссон, Эрик Базилиан и Рики Мартин.

## Предпосылка
В интервью Billboard Мартин описал этот трек так: «Я сказал Дезмонду — и я не провожу аналогию — но „Don't Worry, Be Happy“ великолепна. Вот как эта песня стала существовать. Она стала существовать с классного места в моей жизни».

## Отзывы критиков
Карлос Квинтана из About.com дал позитивную рецензию треку, сказав: «эта песня, возможно, самая мечтательная, вдохновляющая и позитивная с целого альбома». Эрнсто Ленчер из Los Angeles Times сказал, что «слова „The Best Thing About Me Is You“, дуэта с Джосс Стоун, звучат немного напряженно на английском, испанская же версия мелодии переполнена добродушием». Джои Герра из Houston Chronicle похвалил испанскую версию, сказав: «он легко себя чувствует в „Lo Mejor de Mi Vida Eres Tú“, что вызывает простую симпатию», но раскритиковал англоязычную версию, назвав её «менее успешной» потому, что Джосс Стоун как обычно слишком перепевает". Грэйс Бэстидас из Latina сказал: «Первый сингл с альбома „Lo Mejor de Mi Vida Eres Tú“ при участии испанской сирены Натальи Хименес — на англоязычном треке вместо неё Джосс Стоун — это несомненно счастье. В конце песни даже есть небольшой смех, на случай, если вы ещё не улыбнулись». Лейла Кобо из Billboard сказала, что песня «оптимистична за счет веселенького ритма регги».

## Клип
Клип снимался 20 и 21 декабря 2010 г. в Майами и был снят Карлосом Пересом. Клип для англоязычной версии вышел в свет на официальном канале Рики Мартина Vevo на YouTube 11 января 2011 г. и получил два миллиона просмотров за два дня. Джосс Стоун не появилась на видео. Испанская версия песни была выпущена на Univision и также без участия Натальи Хименес.

## Награды
Рики Мартин получил три номинации на Latin Grammy Award в категории «Запись Года», «Песня Года» и «Лучшее Короткометражное Музыкальное Видео». Пуэрто-риканская группа «Calle 13» забрала все три награды на 12-й Ежегодной Латиноамериканской «Грэмми» 10 ноября 2011 г. в Mandalay Bay Events Center в Лас-Вегасе.

## Форматы и трек-листы
Worldwide digital singles
1. «The Best Thing About Me Is You» feat. Joss Stone — 3:36
2. «Lo Mejor de Mi Vida Eres Tú» feat. Natalia Jiménez — 3:36

European digital singles/remixes
1. «The Best Thing About Me Is You» feat. Joss Stone (Jump Smokers Radio Edit) — 4:26
2. «Lo Mejor de Mi Vida Eres Tú» feat. Natalia Jiménez (Spanish Jump Smokers Radio Edit) — 4:27
3. «The Best Thing About Me Is You» feat. Joss Stone (Jump Smokers Dance Version) — 5:13
4. «Lo Mejor de Mi Vida Eres Tú» feat. Natalia Jiménez (Spanish Jump Smokers Dance Version) — 4:42

German/Austrian digital single
1. «The Best Thing About Me Is You» feat. Edita — 3:36

## Чарты и сертификации
| Чарт (2010)                                 | Наивысшая позиция |
| ------------------------------------------- | ----------------- |
| Mexican Airplay Chart                       | 3                 |
| US Billboard Hot 100                        | 74                |
| US Billboard Hot Latin Songs                | 1                 |
| US Billboard Latin Pop Songs                | 1                 |
| US Billboard Latin Rhythm Airplay Chart     | 37                |
| US Billboard Tropical Songs                 | 7                 |
| Spanish Singles Chart                       | 25                |
| Чарт (2011)                                 | Наивысшая позиция |
| Belgian Flanders Ultratip Chart             | 39                |
| Belgian Wallonia Ultratip Chart             | 4                 |
| BR Billboard Hot 100                        | 93                |
| BR Billboard Pop Songs                      | 39                |
| Dutch Single Top 100                        | 99                |
| Hungarian Airplay Chart                     | 21                |
| US Billboard Latin Regional Mexican Airplay | 40                |

| Чарт (2011)                  | Позиция |
| ---------------------------- | ------- |
| US Billboard Hot Latin Songs | 24      |
| US Billboard Latin Pop Songs | 9       |

### Сертификации
| Страна             | Сертификации | Продажи |
| ------------------ | ------------ | ------- |
| Мексика (AMPROFON) | Платина      | 60,000  |